# The Bank of Tokyo-Mitsubishi UFJ

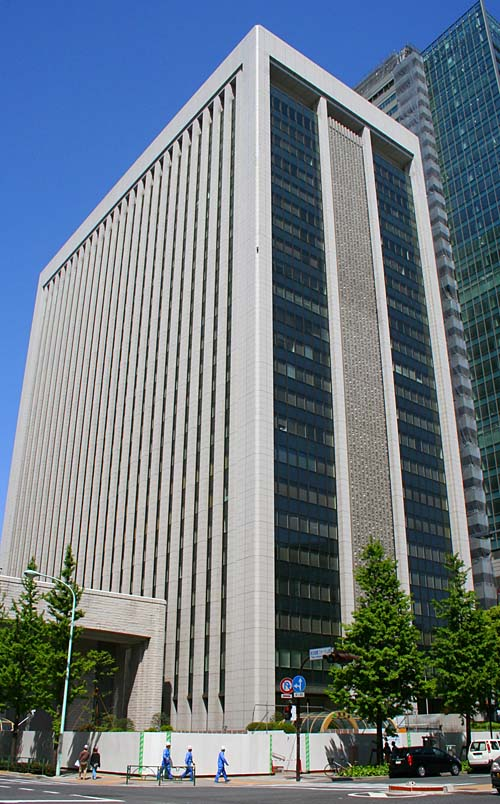
Head Office

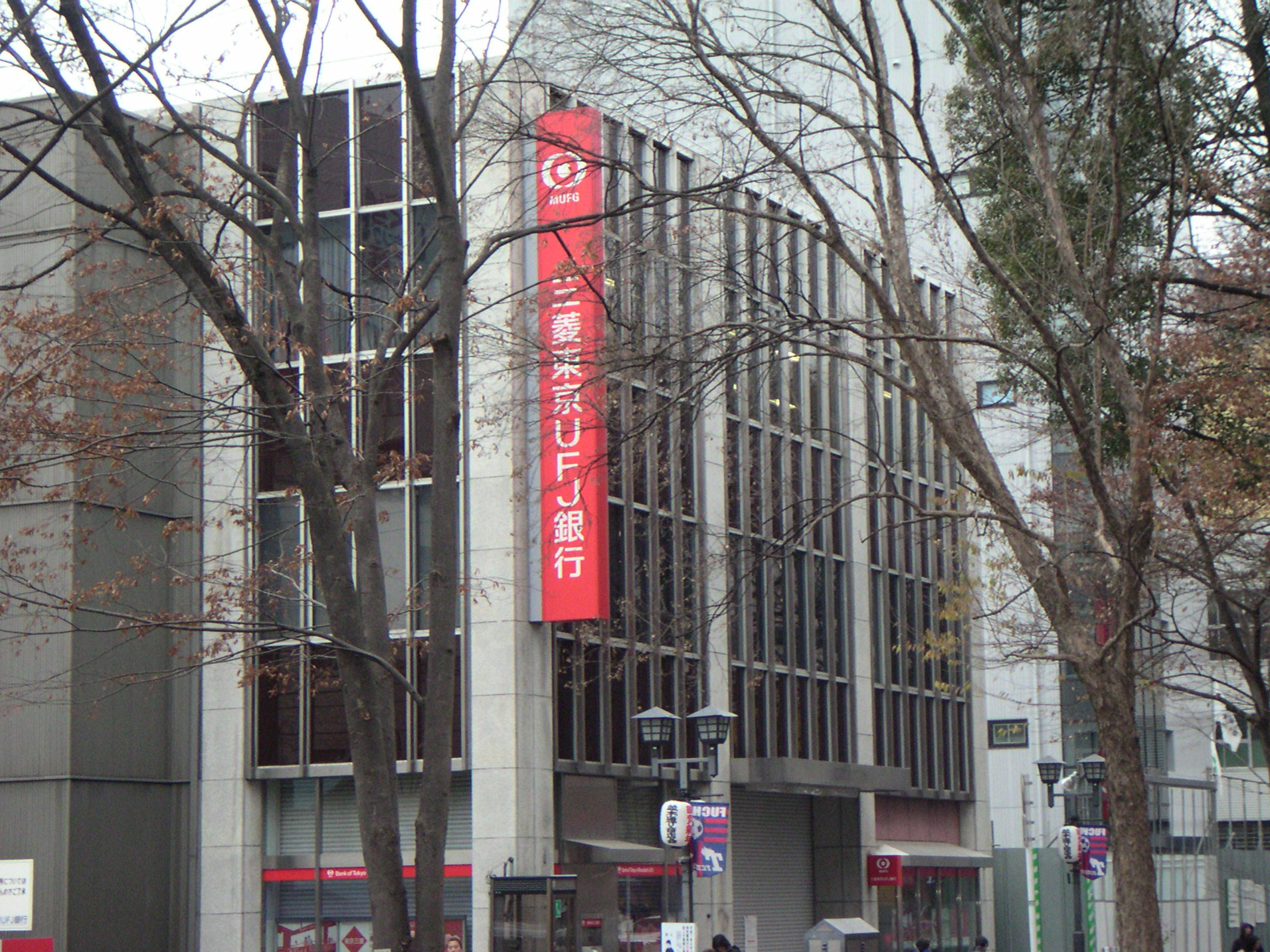
Fuchu Branch

The Bank of Tokyo-Mitsubishi UFJ, Ltd. (株式会社三菱東京UFJ銀行, Kabushiki-gaisha Mitsubishi Tōkyō UFJ Ginkō) (NYSE : MTU), ou BTMU, est une banque japonaise fondée le 1er janvier 2006 par la fusion de The Bank of Tokyo-Mitsubishi et UFJ Bank. La banque est un organe de Mitsubishi UFJ Financial Group, la plus grande entreprise japonaise de services financiers.

## Historique
En décembre 2013, la banque acquiert 72 % de la banque thaïlandaise Bank of Ayudhya (en) (Krungsri) pour 536 milliards de yens (3,9 milliards d'euros), en rachetant entre autres la part de General Electric.
En novembre 2017, The Bank of Tokyo-Mitsubishi UFJ entame des négociations pour prendre le contrôle de Bank Danamon (en), la huitième banque d'Indonésie en termes d'actifs. Le groupe compte d'abord racheter 40 % du capital détenu par le fonds souverain singapourien Temasek Holdings pour 200 milliards de yens, soit 1,5 milliard d'euros.

### The Bank of Tokyo-Mitsubishi
La Mitsubishi Bank fusionne avec la Bank of Tokyo et forme The Bank of Tokyo-Mitsubishi. La nouvelle entité devient membre de la Mitsubishi UFJ Financial Group ainsi qu'une division du groupe Mitsubishi.

### UFJ Bank
UFJ Bank Limited (株式会社UFJ銀行, Kabushiki-gaisha UFJ Ginkō) résulte de la fusion en 2002 de The Sanwa Bank (株式会社三和銀行, Kabushiki-gaisha Sanwa Ginkō) et de The Tokai Bank (株式会社東海銀行Kabushiki-gaisha Tōkai Ginkō).